# 존 버라소
존 앤서니 버라소 3세(영어: John Anthony Barrasso III, 1952년 7월 21일 ~ )는 미국 공화당 소속의 정치인으로, 현 와이오밍주 연방 상원의원이다.

## 역대 선거 결과
| 선거명        | 직책명                     | 대수  | 정당   | 득표율  | 득표수    | 결과 | 당락                     |
| ------------- | -------------------------- | ----- | ------ | ------- | --------- | ---- | ------------------------ |
| 2002년 선거   | 상원의원 (와이오밍 제27부) | 57대  | 공화당 | 100.00% | 5,021표   | 1위  | 와이오밍 주의원 당선     |
| 2006년 선거   | 상원의원 (와이오밍 제27부) | 59대  | 공화당 | 100.00% | 5,812표   | 1위  | 와이오밍 주의원 당선     |
| 2008년 재선거 | 상원의원 (와이오밍 제1부)  | 110대 | 공화당 | 73.36%  | 183,063표 | 1위  | 와이오밍주 상원의원 당선 |
| 2012년 선거   | 상원의원 (와이오밍 제1부)  | 113대 | 공화당 | 75.66%  | 185,250표 | 1위  | 와이오밍주 상원의원 당선 |
| 2018년 선거   | 상원의원 (와이오밍 제1부)  | 116대 | 공화당 | 66.96%  | 136,210표 | 1위  | 와이오밍주 상원의원 당선 |
| 2024년 선거   | 상원의원 (와이오밍 제1부)  | 119대 | 공화당 | 75.11%  | 198,418표 | 1위  | 와이오밍주 상원의원 당선 |